# Annika Johansson
Annika Helena Johansson (* 4. März 1967 in Hedemora, Dalarnas län) ist eine ehemalige schwedische Freestyle-Skierin. Sie war auf die nicht mehr ausgetragene Disziplin Ballett (Acro) spezialisiert. In dieser Disziplin gewann sie drei WM-Bronzemedaillen und drei Einzelwettkämpfe im Weltcup. Seit ihrem Karriereende ist sie als Associate Professor an der Universität Umeå tätig.

## Biografie

### Sportliche Laufbahn
Annika Johansson gab im März 1991 im Alter von 23 Jahren ihr Debüt im Freestyle-Skiing-Weltcup. Ihr erstes Spitzenresultat erreichte sie drei Wochen später mit Rang neun am Hundfjället. In ihrer ersten vollen Saison klassierte sie sich durchwegs unter den besten zehn und erreichte im Januar 1992 als Dritte in Lake Placid ihren ersten Podestplatz. Beim Demonstrationswettbewerb im Rahmen der Olympischen Spiele von Albertville trat sie mit einem Programm zu moderner Popmusik auf und belegte Rang fünf. Im folgenden Winter blieb sie konstant auf den vorderen Rängen und belegte am Saisonende den dritten Platz in der Disziplinenwertung. Bei den Weltmeisterschaften in Altenmarkt-Zauchensee verpasste sie als Vierte nur knapp den Gewinn ihrer ersten Medaille.
In den nächsten beiden Jahren wurde Johansson jeweils Vierte in der Disziplinenwertung. Bei den Weltmeisterschaften in La Clusaz gewann sie die Bronzemedaille. Im Januar 1996 feierte sie in Blackcomb ihren ersten Weltcupsieg. Dank zweier weiterer Siege in Kirchberg und Zauchensee musste sie sich in der Disziplinenwertung lediglich der Russin Jelena Batalowa geschlagen geben. Danach erreichte sie noch einige Podiumsplatzierungen und gewann sowohl bei den Weltmeisterschaften in Japan als auch zwei Jahre später in Meiringen-Hasliberg zwei weitere Bronzemedaillen. Den allerletzten Ballett-Weltcup in Ovindoli beendete sie an ihrem 33. Geburtstag auf dem zweiten Platz hinter Jelena Batalowa.

### Weitere Karriere
Die aus Örnsköldsvik stammende Johansson studierte bereits während ihrer Sportlerlaufbahn an der Universität Umeå mit dem Schwerpunkt Sportpädagogik. 2001 machte sie ihr Lizenziat mit einer Arbeit zum Thema Zuverlässigkeit und Gültigkeit der Bewertung in den Bewertungssportarten Acroski und rhythmische Gymnastik. Nachdem sie einige Zeit in Reno, Nevada, gelebt hatte, kehrte sie nach Umeå zurück und erwarb sich 2010 ihren PhD mit einer auf ihrem Lizentiatsthema aufbauenden Studienarbeit. 
Johansson ist als Associate Professor am Pädagogischen Institut der Universität Umeå angestellt und beschäftigt sich mit Leadership und Coaching sowie sportwissenschaftlichen Ausbildungen. Außerdem arbeitet sie als Mentaltrainerin an der Polizeiakademie Umeå und für die schwedische Freestyle-Nationalmannschaft.

## Erfolge

### Olympische Spiele
- Albertville 1992: 5. Ballett (Demonstrationswettbewerb)

### Weltmeisterschaften
- Altenmarkt-Zauchensee 1993: 4. Ballett
- La Clusaz 1995: 3. Ballett
- Nagano 1997: 3. Ballett
- Meiringen-Hasliberg 1999: 3. Ballett

### Weltcupwertungen
| Saison  | Gesamt | Gesamt | Ballett | Ballett |
| Saison  | Platz  | Punkte | Platz   | Punkte  |
| ------- | ------ | ------ | ------- | ------- |
| 1990/91 | 64.    | 0      | 22.     | 4       |
| 1991/92 | 16.    | 8      | 4.      | 68      |
| 1992/93 | 11.    | 92     | 3.      | 740     |
| 1993/94 | 12.    | 88     | 4.      | 704     |
| 1994/95 | 17.    | 88     | 4.      | 616     |
| 1995/96 | 6.     | 96     | 2.      | 672     |
| 1996/97 | 8.     | 93     | 3.      | 648     |
| 1997/98 | 12.    | 87     | 5.      | 348     |
| 1998/99 | –      | –      | 4.      | 172     |

### Weltcupsiege
Johansson errang im Weltcup 26 Podestplätze, davon 3 Siege:
| Datum           | Ort                   | Land       | Disziplin |
| --------------- | --------------------- | ---------- | --------- |
| 12. Januar 1996 | Blackcomb             | Kanada     | Ballett   |
| 1. Februar 1996 | Kirchberg             | Österreich | Ballett   |
| 16. März 1996   | Altenmarkt-Zauchensee | Österreich | Ballett   |

### Weitere Erfolge
- 6 schwedische Meistertitel (Ballett 1992–1997)[3]
- drei Podestplätze in FIS-Bewerben

## Schriften (Auswahl)
- Acroski – en bedömningssport. Bedömningarnas tillförlitlighet och relevans. In: Pedagogiska mätningar, Nr. 138, Universität Umeå 1998 (schwedisch).
- Är det alltid rätt person som vinner?: bedömningarnas reliabilitet och validitet inom bedömningssporterna acroski och rytmisk gymnastik. In: Licentiatavhandlingar vid Pedagogiska institutionen: Umeå universitet. Lizetiantsarbeit an der Universität Umeå 2001 (schwedisch).
- Selections to top-level sport teams. In: Pedagogiska rapporter från Pedagogiska institutionen. Nr. 83, Universität Umeå 2010, 121 S. (englisch).
- Behaviour – a ground for selections to top level sport teams. In: People in Motion – Bridging the Local and Global: The 8th European Association for Sociology of Sport Conference. Universität Umeå 2011, S. 157 (englisch).
- mit Inger Eliasson: Organisation and leadership changes reasons for teenage girls to drop to out from sport. In: Proceedings of 20th annual Congress of the European College of Sport Science (ECSS), Sustainable Sport. Malmö 2015, S. 1–2 (englisch).
- mit Josef Fahlén: Simply the best, better than all the rest?: Validity issues in selections in elite sport. In: International Journal of Sports Science & Coaching. Sage Publications 2017, Vol. 12 (4), S. 470–480 (englisch).
- mit Inger Eliasson: The Disengagement Process among young athletes when withdrawing from sport: A new research approach. In: International Review for the Sociology of Sport. Sage Publications 2020, S. 1–21 (englisch).